# Diocesi di Apisa Maggiore
La diocesi di Apisa Maggiore (in latino Dioecesis Apisanensis) è una sede soppressa e sede titolare della Chiesa cattolica.

## Storia
Apisa Maggiore (rovine di Tarf-Ech-Chena nel territorio di Bou Arada in Tunisia) è un'antica sede episcopale della provincia romana dell'Africa Proconsolare, suffraganea dell'arcidiocesi di Cartagine.
È noto un solo vescovo di questa sede, Donato, che fu tra i vescovi donatisti presenti alla conferenza di Cartagine del 411, che vide riuniti assieme i vescovi cattolici e donatisti dell'Africa.
Dal 1933 Apisa Maggiore è annoverata tra le sedi vescovili titolari della Chiesa cattolica; dal 1º maggio 2010 il vescovo titolare è Charles Mahuza Yava, vicario apostolico delle isole Comore.

## Cronotassi

### Vescovi
- Donato † (menzionato nel 411) (vescovo donatista)

### Vescovi titolari
- Johannes Theodor Suhr, O.S.B. † (6 ottobre 1964 - 16 giugno 1976 dimesso)
- Lorenzo Miccheli Filippetti, O.S.A. † (12 agosto 1976 - 17 gennaio 1978 dimesso)
- Julio Terrazas Sandoval, C.SS.R. † (15 aprile 1978 - 9 gennaio 1982 nominato vescovo di Oruro)
- Josephus Tethool, M.S.C. † (2 aprile 1982 - 18 gennaio 2010 deceduto)
- Charles Mahuza Yava, S.D.S., dal 1º maggio 2010